# 239

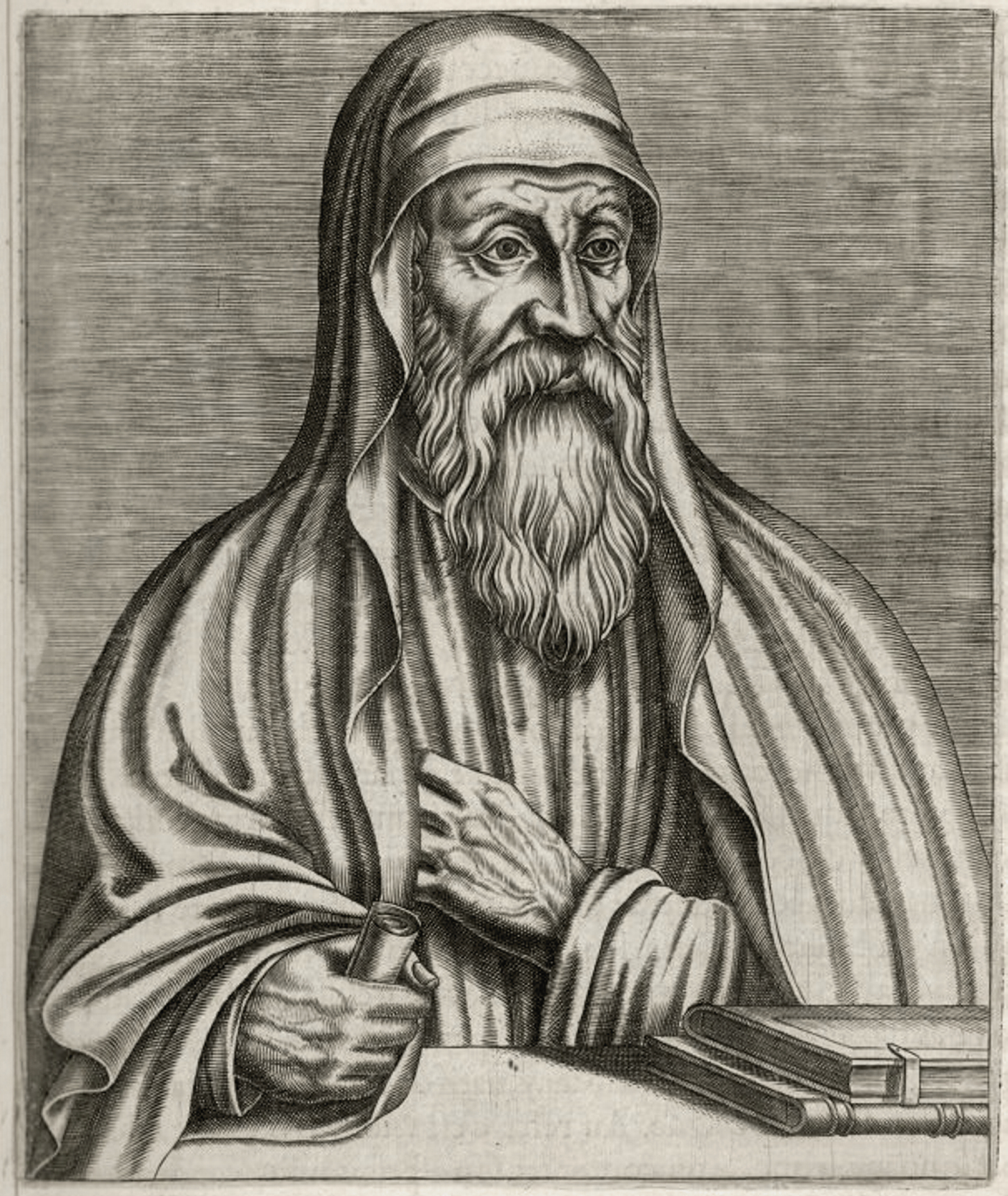
Origenes

Het jaar 239 is het 39e jaar in de 3e eeuw volgens de christelijke jaartelling.

## Gebeurtenissen

### Palestina
- Origenes, kerkhistoricus, geeft een vertaling van het Oude Testament in vijf talen.

### Perzië
- Kroonprins Shapur I wordt door zijn vader koning Ardashir I tot mede-regent benoemd.

### China
- Cao Fang (r. 239-274) volgt zijn vader Cao Rui op als keizer van het Koninkrijk Wei.

## Geboren
- Gregorius de Verlichter, apostel van Armenië (overleden 325)

## Overleden
- Cao Rui (34), keizer van het Koninkrijk Wei